# جانوش فويسيك
جانوش وجسيك (لغة بولندية :Janusz Marek Wójcik)‏ (18 نوفمبر 1953 - 20 نوفمبر 2017) حاصل على درجات علمية عديدة، منها الاقتصاد والعلوم المصرفية تلقى علوم الرياضة من جامعة التربية البدنية في وارسو بدأت مسيرته مع المنتخبات عندما كان مساعداً لمدرب منتخب شباب بولندا عام 1990، ثم نجح عام 1992 في إحراز فضية دورة الألعاب الأولمبية التي شارك فيها مدرباً للمنتخب الأولمبي ودرب منتخب بولندا لكرة القدم.

## روابط خارجية
- جانوش فويسيك على موقع قاعدة بيانات كرة القدم.إي يو (الإنجليزية)
- جانوش فويسيك على موقع عالم كرة القدم.نت (الإنجليزية)
- جانوش فويسيك على موقع أوليمبيديا (الإنجليزية)